# La Suiza
La Suiza är en ort i Costa Rica.   Den ligger i kantonen Cantón de Turrialba och provinsen Cartago, i den centrala delen av landet, 50 km öster om huvudstaden San José. La Suiza ligger 618 meter över havet och antalet invånare är 2 434.
Terrängen runt La Suiza är huvudsakligen lite bergig. La Suiza ligger nere i en dal. Runt La Suiza är det ganska glesbefolkat, med 48 invånare per kvadratkilometer. Närmaste större samhälle är Turrialba, 9,4 km nordväst om La Suiza. I omgivningarna runt La Suiza växer i huvudsak städsegrön lövskog.